# Борисов, Александр Иванович (вице-адмирал)
Александр Иванович Борисов (1755—1810) — вице-адмирал, военный губернатор Астраханского порта.

## Биография
Родился в ноябре 1755 года.
В 1761 года поступил в Морской шляхетный кадетский корпус, в 1764 г. произведён в гардемарины и ежегодно плавал в Балтийском море, а в 1768 г. выпущен из корпуса с производством в мичманы и в следующем году командирован в Азовскую флотилию.
В 1770—1773 гг. Борисов ежегодно плавал по Азовскому и Чёрному морю, в 1774 г. командирован курьером в Санкт-Петербург, где состоял потом при Адмиралтействе по делам Азовской флотилии.
В 1776—1779 гг. плавал на разных судах в Средиземном море, в том числе в 1776 г. совершил плавание на фрегате «Северный Орёл» из Кронштадта до Дарданеллов и оттуда в Ливорно; в 1777 году на фрегате «Григорий» крейсировал от Ливорно до Константинополя и обратно.
По возвращении в Кронштадт состоял при Петербургской корабельной команде. В 1781—1784 гг. он состоял в Санкт-Петербурге при Интендантской экспедиции.
В 1784 г. произведён в капитаны 2-го ранга и, командуя кораблем «Мечеслав», плавал в эскадре вице-адмирала И. А. Борисова от Кронштадта до Копенгагена. В 1785 и 1786 гг. он командовал тем же кораблём в плаваниях по Балтийскому морю; в 1787 и 1788 гг. командовал кораблём «Храбрый».
В 1789 г. Борисов получил чин капитана 1-го ранга и назначен советником счётной экспедиции. 
В 1793 г. Борисов произведён в капитаны бригадирского ранга, а в 1797 г. — в генерал-майоры по адмиралтейству и в 1798 г. назначен генерал-контролером и членом Адмиралтейств-коллегии. 
9 мая 1799 г. он произведён в вице-адмиралы и назначен управляющим счётной экспедицией в Санкт-Петербурге.
19 июня 1807 г. Борисов назначен военным губернатором Астраханского порта и награждён орденом св. Анны 1-й степени, а 13 ноября 1808 г. уволен от службы.
Среди прочих наград Борисов имел орден св. Георгия 4-й степени, пожалованный ему 26 ноября 1802 года за проведение 18 полугодовых морских кампаний (№ 1389 по списку Григоровича — Степанова), и орден св. Владимира 4-й степени (1803 г.)
Умер в 1810 г. в Санкт-Петербурге, похоронен на Волковом православном кладбище.